# Panic! at the Disco
Panic! at the Disco — американський рок-гурт з Лас Вегасу, Невада.
Музика гурту є сплавом елементів поп-панку, електроніки, інді-року і танцювальної музики.
Дебютний альбом колективу 2005 року A Fever You Can't Sweat Out досяг № 13 позиції у чарті Billboard 200, і був проданий понад мільйоном копій з часу його виходу у вересні 2005.
24 січня 2023 року в Instagram гурту був опублікуваний пост, в якому Брендон Урі оголошує про розпад гурту. Брендон і Сара чекають дитину, тому весь свій час співак хоче присвятити родині.

## Учасники
Учасники Panic! at the Disco:
- Брендон Урі (Brendon Boyd Urie) — вокал, усі інструменти (2004 — н.ч)

Концертні учасники
- Ден Павлович (Dan Pawlovich) — ударні (2013 — н.ч.)
- Ніколь Роу (Nicole Row) — бас-гітара, бек-вокал (2018 — н.ч.)
- Майк Нерен (Mike Naran) — бас-гітара, бек-вокал (2018 — н. ч.)
- Ліа Міцлер (Lea Metzler) — віолончель (2018 — н.ч)
- Кіара Ен (Kiara Ana) — скрипка (2018 — н.ч)
- Десайрі Холзі (Desiree Halzey) — скрипка (2018 — н.ч)
- Ерм Неварро (Erm Navarro) — тромбон (2018 — н.ч)
- Джессі Моллой (Jesse Molloy) — саксофон (2018 — н.ч)
- Кріс Баутіста (Chris Bautista) — труба (2018 — н.ч)

Колишні учасники
- Спенсер Сміт (Spencer James Smith V) — ударні (2004—2015, 2013—2015 у відпустці)
- Брент Вілсон (Brent Wilson) — бас-гітара (2004—2006)
- Раян Росс (George Ryan Ross III) — гітара, вокал, автор пісень (2004—2009)
- Джон Вокер (Jonathan Jacob Walker) — бас-гітара, вокал (2006—2009)

Колишні сесійні учасники
- Єн Кровфорд — гітара,бек-вокал (2009—2012)
- Ерік Ронік — клавішні, бек-вокал, ударні (2006—2008)
- Бертрам Нейсон — віолончель, клавішні, ударні (2006—2007)
- Даллон Вікс (Dallon Weekes) — бас-гітара, бек-вокал (2009—2010, 2015 — 2016., 2010—2015, як офіційний учасник)
- Кеннтет Гарріс (Kenneth Harris) — гітара,бек-вокал (2013 — 2018)

## Історія гурту

### 2005: Успіх на теренах інді-року
Panic! at the Disco було створено в Саммерліні (Summerlin), передмісті Лас-Вегасу друзями дитинства Раяном Россом (гітара) і Спенсером Смітом (ударні). З тринадцятирічного віку вони переспівували пісні Blink-182 у різноманітних гуртах, та врешті-решт запросили бас-гітариста Брента Вілсона та вокаліста Брендона Урі. Одна з версій походження назви гурту говорить про пісню Panic! гурту The Smiths. Основною ж версією є та, за якою назва гурту походить від пісні Name Taken, що називалася «Panic».
Для того, щоб їхню музику почули, гурт сконтактувався з басистом Fall Out Boy Пітером Вентцом через LiveJournal і надіслав йому посилання на їхню Інтернет-сторінку на порталі PureVolume. Вентц був так вражений, що поїхав до Лас-Вегасу особисто зустрітися з гуртом. Побачивши, як вони грають у своєму гаражі, він запропонував укласти контракт з лейблом Fueled by Ramen.

### 2006—2007: Комерційний успіх і увага громадськості
Гурт офіційно оголосив про вихід з її складу басиста Брента Вілсона на своєму вебсайті 17 травня 2006 року. Жодних пояснень не надавалося, хоча пізніше Вілсон стверджував, що його вигнали з гурту. Також на сайті вказувалося, що давній друг гурту Джон Вокер буде тимчасовим басистом протягом їх літнього туру, поки гурт не підшукає постійного бас-гітариста. 3 липня того ж року профіль гурту на порталі MySpace був відредагований із занесенням Вокера до числа учасників гурту як басиста-вокаліста, тож той зараз вважається постійним музикантом P!ATD.
MTV News повідомили, що гурт і Вілсон зараз втягнуті у словесну війну. Вілсон запевняв в інтерв'ю Spin Magazine, що його звільнили без попередження, що суперечило офіційній заяві гурту про спільне рішення. У відповідь гурт заявив, що партії бас-гітари на їхньому дебютному альбомі написав не Вілсон; більш того, він навіть не брав участі у студійному запису бас-гітари. Вілсон зараз вимагає свою частку грошей, отриманих від продажів альбому, до якого він теж доклав своїх зусиль. Якщо згоди не буде досягнуто, він погрожує подати на своїх колишніх одногрупників до суду.
Panic! at the Disco вперше з'явилися на MTV у програмі TRL 17 січня 2006 року, де відбулася прем'єра їх першого відеокліпу «I Write Sins Not Tragedies». Лідер гурту Брендон Урі стверджує, що в гурту склалося відчуття занадто потужної ротації як пісні, так і кліпу, говорячи «'I Write Sins Not Tragedies' є не єдиною написаною нами композицією.» Основною темою кліпу «I Write Sins Not Tragedies» (за участі цирку-водевіль Lucent Dossier) є жахливе циркове весілля. Кліп дебютував на 10 позиції в хіт-параді TRL, піднісши альбом до вершини незалежного чарту Billboard і до № 13 у Billboard 200 в липні 2006 року.
Відео «I Write Sins Not Tragedies» було переглянуто більш ніж 5 мільйонів разів на YouTube.
У їхньому наступному відеокліпі на сингл «But It's Better If You Do» гурт зображено виступаючим у Америці в 1930-х роках. Урі прокоментував це так: «Наше нове відео має на меті показати прихильникам справжній, темний і самотній стиль Panic». Сингл вийшов 1 травня у Великій Британії і дебютував на 23 позиції. Того місяця гурт завершив свій перший європейський тур. Усі квитки було розпродано дуже швидко, деякі (як, наприклад, в Манчестері) — взагалі за кілька годин. Після того гурт подався у двомісячне турне Північною Америкою.
У липні 2006 року вийшов третій кліп «Lying Is the Most Fun a Girl Can Have Without Taking Her Clothes Off». У ньому люди в шоломах з ємностей для риби прогулюються задвірками студії. Власне гурт з'являється лише в одному кадрі. За їх словами, їхній вигляд відволікав би від музики.
На початку серпня A Fever You Can't Sweat Out став платиновим, будучи проданим більш ніж мільйонним тиражем.
Під час виступу P!ATD 25 серпня 2006 року на фестивалі Carling Weekend: Reading Festival невідомий кинув пляшку на сцену, влучивши у Брендона Урі, що відправило вокаліста в нокдаун і змусило гурт призупинити виступ. Та через кілька хвилин Урі повернувся на сцену, прокричавши натовпу: «Вам мене не перемогти! Подивимось, хлопці, як ви подужаєте мій лівий бік», і продовжив співати ту саму пісню. Пізніше Раян Росс у телефонному інтерв'ю заявив: «У певній мірі ми чекали цього на фестивалі, бо начувані про таку своєрідну „традицію“ тут» та «В очікуванні на це постійно тримались за голови, проте, на жаль, Брендон все ж спіймав одну пляшку, котра пролетіла повз мене та Джона; він уникав цього, але одну не помітив — її помітив я, та було пізно: вона непогано заїхала йому в око, та я гадаю, це не єдиний випадок на цьому фестивалі, тож ми не мусимо так турбуватися з цього приводу».
У 2006 році на MTV Video Music Awards кліп «I Write Sins Not Tragedies» отримав нагороду «Кліп року», перемігши таких виконавців, як Крістіна Агілера, Шакіра, Мадонна і Red Hot Chili Peppers. Йдучи на сцену за нагородою, Panic! перешкодив чоловік на ім'я Сікс, що рекламував себе близько 5 секунд, поки його не стягли охоронці. Потім камера знову повернулася до гурту. Вокер жартома сказав: «Це все було заплановано». Panic! також виконали пісню «I Write Sins Not Tragedies» під час церемонії нагородження.

### Pretty. Odd., Live In Chicago та продовження успіху (2008)
У січні 2008 року гурт забирає знак оклику з назви і стає Panic at the Disco, що згодом спричиняє обурення фанатів. Випущений 21 березня 2008, Pretty. Odd. був описаний гуртом як " більш гармонічний та зрілий " ніж A Fever You Can't Sweat Out.

### Зміни в складі та Death of a Bachelor (2015— наш час)
У квітні 2015 року Спенсер Сміт оголосив про вихід зі складу гурту, після дворічної перерви та боротьби з наркоманією. А трохи згодом Даллон Вікс вирішив не продовжувати кар'єру в гурті, як офіційний учасник, але він залишився з ватагою як концертний музикант. Наразі єдиним офіційним членом PATD є лише Брендон Урі.
А вже у листопаді було анонсовано новий альбом, п'ята студійна робота отримала назву Death of a Bachelor і вийде 15 січня 2016 року.

## Дискографія

### Студійні альбоми
| Інформація про альбом                                                                                   | Позиція в чарті  | Позиція в чарті | Продажі                        |
| Інформація про альбом                                                                                   | US Billboard 200 | UK Albums Chart | Продажі                        |
| --- | ---------------- | --------------- | ------------------------------ |
| A Fever You Can't Sweat Out - Видано: 27 вересня 2005 - Лейбл: Decaydance Records/Fueled by Ramen       | 13               | 17              | США: 2,000,000 (2× Платиновий) |
| Pretty. Odd. - Видано: 25 березня 2008 - Лейбл: Decaydance Records/Fueled by Ramen                      | 2                | 2               |                                |
| Vices & Virtues - Видано: 22 березня 2011 - Лейбл: Decaydance Records/Fueled by Ramen                   | 7                | 29              |                                |
| Too Weird to Live, Too Rare to Die! - Видано: 8 жовтня 2013 - Лейбл: Decaydance Records/Fueled by Ramen | 2                | 10              |                                |
| Death of a Bachelor - Видано: 15 січня 2016 - Лейбл: DCD2/Fueled by Ramen                               | 1                | 4               |                                |
| Pray for the Wicked - Очикується: 22 червня 2018 - Лейбл: DCD2/Fueled by Ramen                          | 1                | 2               |                                |
| Viva Las Vengeance - Очикується: 19 серпня 2022 - Лейбл: DCD2/Fueled by Ramen/Warner                    | -                | -               |                                |

### Сингли
| Year                                      | Song                                                                   | Peak chart positions | Peak chart positions | Peak chart positions | Peak chart positions | Peak chart positions | Peak chart positions | Peak chart positions | Peak chart positions | Peak chart positions | Peak chart positions | Certifications         | Album                           |
| Year                                      | Song                                                                   | US                   | US Alt.              | AUS                  | CAN                  | GER                  | IRL                  | NLD                  | NZL                  | PRT                  | UK                   | Certifications         | Album                           |
| ----------------------------------------- | ---------------------------------------------------------------------- | -------------------- | -------------------- | -------------------- | -------------------- | -------------------- | -------------------- | -------------------- | -------------------- | -------------------- | -------------------- | ---------------------- | ------------------------------- |
| 2005                                      | «The Only Difference Between Martyrdom and Suicide Is Press Coverage»  | 77                   | 5                    | —                    | —                    | —                    | —                    | —                    | —                    | —                    | —                    |                        | A Fever You Can't Sweat Out     |
| 2006                                      | «I Write Sins Not Tragedies»                                           | 7                    | 12                   | 12                   | 60                   | 66                   | 50                   | 45                   | 5                    | 16                   | 25                   | - US: 2× Platinum      | A Fever You Can't Sweat Out     |
| 2006                                      | «But It's Better If You Do»                                            | 104                  | —                    | 15                   | —                    | —                    | —                    | 89                   | 10                   | —                    | 23                   |                        | A Fever You Can't Sweat Out     |
| 2006                                      | «Lying Is the Most Fun a Girl Can Have Without Taking Her Clothes Off» | 104                  | 28                   | 26                   | —                    | —                    | —                    | —                    | 33                   | —                    | 39                   |                        | A Fever You Can't Sweat Out     |
| 2007                                      | «Build God, Then We'll Talk»                                           | —                    | —                    | —                    | —                    | —                    | —                    | —                    | —                    | —                    | —                    |                        | A Fever You Can't Sweat Out     |
| 2008                                      | «Nine in the Afternoon»                                                | 51                   | 8                    | 19                   | 48                   | —                    | 39                   | 86                   | 28                   | 13                   | 13                   | - US: Gold - AUS: Gold | Pretty. Odd.                    |
| 2008                                      | «Mad as Rabbits»                                                       | —                    | —                    | —                    | —                    | —                    | —                    | —                    | —                    | —                    | —                    |                        | Pretty. Odd.                    |
| 2008                                      | «That Green Gentleman (Things Have Changed)»                           | —                    | —                    | —                    | —                    | —                    | —                    | —                    | —                    | —                    | 96                   |                        | Pretty. Odd.                    |
| 2008                                      | «Northern Downpour»                                                    | —                    | —                    | —                    | —                    | —                    | —                    | —                    | —                    | —                    | —                    |                        | Pretty. Odd.                    |
| 2009                                      | «New Perspective»                                                      | 104                  | —                    | 69                   | 78                   | —                    | —                    | —                    | —                    | —                    | —                    |                        | Jennifer's Body soundtrack      |
| 2011                                      | «The Ballad of Mona Lisa»                                              | 89                   | 24                   | 21                   | —                    | —                    | —                    | —                    | —                    | —                    | 43                   | - AUS: Gold            | Vices & Virtues                 |
| 2011                                      | «C'mon» (with fun.)                                                    | —                    | —                    | —                    | —                    | —                    | —                    | —                    | —                    | —                    | —                    |                        | Non-album single                |
| 2011                                      | «Ready to Go (Get Me Out of My Mind)»                                  | —                    | —                    | 69                   | —                    | —                    | —                    | —                    | —                    | —                    | —                    |                        | Vices & Virtues                 |
| 2011                                      | «Mercenary»                                                            | —                    | —                    | —                    | —                    | —                    | —                    | —                    | —                    | —                    | —                    |                        | Batman: Arkham City — The Album |
| «—» denotes a release that did not chart. |                                                                        |                      |                      |                      |                      |                      |                      |                      |                      |                      |                      |                        |                                 |

## Філософія A Fever You Can't Sweat Out
Альбом звертає увагу на соціальні проблеми, яким присвячено більшість композицій. Такі теми, як святість шлюбу, подружня зрада, наркозалежність, проституція та релігія йдуть червоною ниткою через увесь альбом.

## Премії
MTV Video Music Awards:
- Нагороджено: Кліп року (2006) за «I Write Sins Not Tragedies»
- Номіновано: Найкращий кліп гурту (2006) за «I Write Sins Not Tragedies»
- Номіновано: Найкращий рок-кліп (2006) за «I Write Sins Not Tragedies»
- Номіновано: Найкращий новий виконавець у кліпі (2006) за «I Write Sins Not Tragedies»
- Номіновано: Найкраща режисура кліпу (2006) за «I Write Sins Not Tragedies»

TMF Awards:
- Нагороджено: Найкращий кліп зарубіжного виконавця (2006) за «I Write Sins Not Tragedies»

## Цікаві факти
- Дебютний альбом гурту «A Fever You Can't Sweat Out» цитує новели Чака Поланіка у як мінімум трьох моментах:
- Назва дебютного синглу «The Only Difference Between Martyrdom and Suicide is the Press Coverage» є цитатою з роману Вцілілий.
- Сингл «Time to Dance» є музичним переказом твору Невидимки.
- Пісня «London Beckoned Songs About Money Written By Machines» використовує ідею Чакової книги Щоденник — порівняння погоди з настроєм і почуттями дуже грамотними метеорологічними метафорами (на зразок «Just for the record, the weather today is slightly sarcastic, with a good chance of an indifference…»).
- Назва пісні «Build God, Then We'll Talk» походить з цитати новели Задуха.
- Пісні «Lying Is The Most Fun A Girl Can Have Without Taking Her Clothes Off» і «But It's Better If You Do» є цитатами з фільму Closer (їх говорить Наталі Портман).
- Гурт з'являється у «Backstabber», кліпі гурту The Dresden Dolls.

## Кліпи
- I Write Sins Not Tragedies (2005)
- Lying Is the Most Fun a Girl Can Have Without Taking Her Clothes Off (2006)
- But It's Better If You Do (2006)
- Build God, Then We'll Talk (2007)
- Nine in the Afternoon (2008)
- It's Almost Halloween (2008)
- That Green Gentleman (Things Have Changed) (2008)
- Mad as Rabbits (2008)
- Northern Downpour (2008)
- New Perspective (2009)
- The Ballad of Mona Lisa (2011)
- Ready To Go (2011)
- Let's kill tonight (2012)
- Miss Jackson (ft. Lolo) (2013)
- Emperor's New Clothes (2015)
- Death Of A Bachelor (2015)
- Don't Threaten Me With A Good Time (2016)
- LA Devotee (2016)